# Kia EV5
A Kia EV5 egy akkumulátoros elektromos SUV autótípus. A sorozatgyártású változatot bemutató koncepcióautót 2023. március 20-án mutatták be. Ez egyben a harmadik modell a gyártó EV elektromos autók kínálatában az EV6 és EV9 után.

## Áttekintés

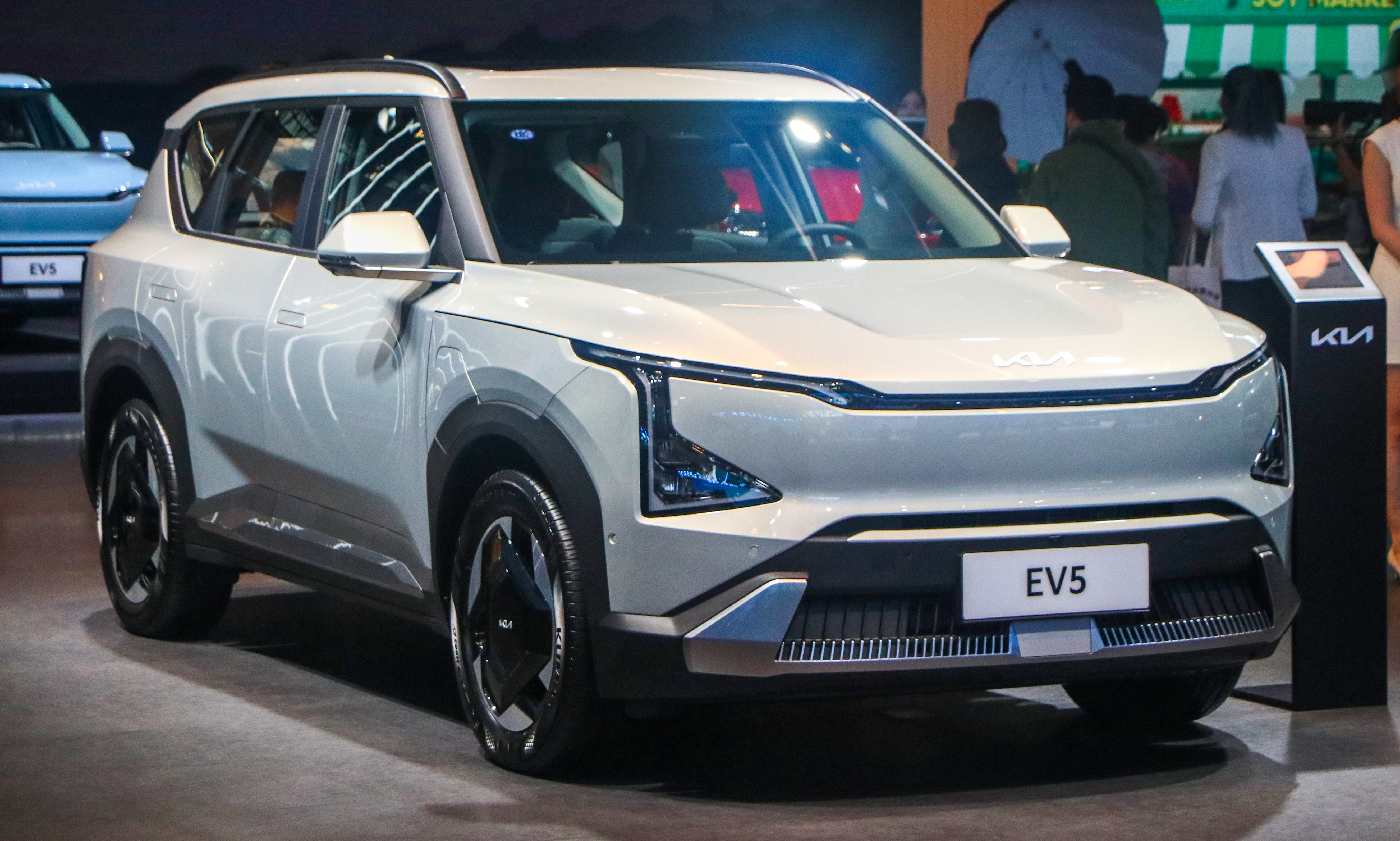
Elölnézetből

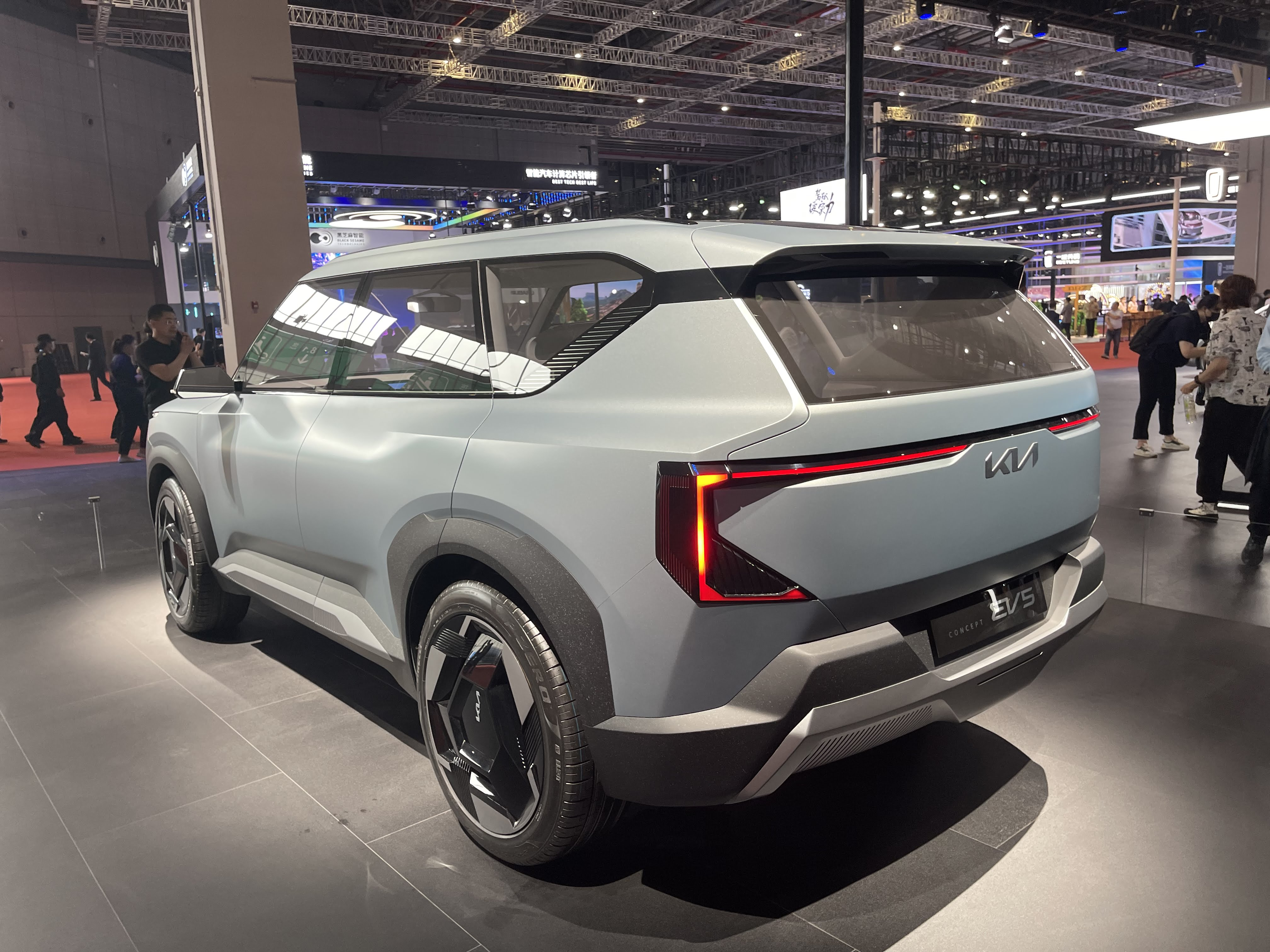
Hátulnézetből

A modellt a Kia Opposites United formanyelvével tervezték, és a márka védjegyének, a Digital Tiger Face-nek egy új változatát is tartalmazza, a fényszórók új vonalvezetésével.
A koncepcióautó fenntartható anyagokat használ az egész belső térben, beleértve a növényi eredetű anyagokat, például a hínárkivonatot és az újrahasznosított műanyag palackokat, amelyeket az üléskárpiton, a tetőburkolaton, valamint az ajtók és a műszerfal burkolatán használnak.

### Erőátvitel és teljesítmény
- A Kia EV6 és Hyundai Ioniq 5 platformját használja
- 160 kW-os motorral és 82 kWh-s akkumulátorral rendelkezik
- Több mint 600 km-es becsült hatótávolsággal rendelkezik a nagyobb hatótávolságú változat

### Elhelyezés és árképzés
- Méret: Kia Niro EV és a Kia EV6 között helyezkedik el
- Mérete a Tesla Model Y-éhoz hasonló
- Várható alapára 42 600 dollár (~14,7 millió forint) körül – olcsóbb, mint a Tesla Model Y esetében

## Fordítás
Ez a szócikk részben vagy egészben  a   Kia EV5 című angol Wikipédia-szócikk ezen változatának fordításán alapul.  Az eredeti cikk szerkesztőit annak laptörténete sorolja fel. Ez a jelzés csupán a megfogalmazás eredetét és a szerzői jogokat jelzi, nem szolgál a cikkben szereplő információk forrásmegjelöléseként.